# Prix de Rome néerlandais
Pour les articles homonymes, voir Prix de Rome (homonymie).
Le prix de Rome néerlandais est une bourse d'études pour les étudiants en art. 
Il a été institué en 1807 par Louis Bonaparte, quand il était roi de Hollande. Jusqu'en 1830 il concerne le royaume de Hollande puis le Royaume des Pays-Bas. À partir de 1832 (et 1841 en composition musicale) la Belgique se dote de son prix de Rome.
Le prix est remis tous les deux ans dans la catégorie Arts visuels et tous les quatre ans dans la catégorie Architecture.

## Liste des lauréats en architecture
- 1906 - Johan van der Mey
- 1954 - Joost van der Grinten
- 1962 - Piet Blom[3]
- 2010 - Olv Klijn[4]
- 2014 - Donna van Milligen[5]
- 2018 - Alessandra Covini[6]

## Liste de lauréats en peinture et arts graphiques
- 1884 - Jacobus van Looy[7]
- 1947 - Marius de Leeuw[8]
- 2004 - Mariana Castillo Deball[9]
- 2009 - Nicoline van Harskamp[10]
- 2011 - Pilvi Takala[11]
- 2013 - Falke Pisano[12]
- 2015 - Magali Reus[13]
- 2017 - Rana Hamadeh[14]
- 2019 - Rory Pilgrim[15]

## Liste de lauréats en sculpture
- 1823 - Berger grec fuyant devant un serpent qui cherche à le mordre au talon, Louis Royer grand prix
- 1885 - Pier Pander
- 1936 - Wessel Couzijn[16]

## Liste de lauréats en gravure
- 1828 : Johannes de Mare[17]